# دولار بهامي
الدولار البهامي رمز العملة "B$" - العملة الوطنية البهامية
رمز ال BSD: ISO4217
الدولار البربادوسي ينقسم إلى 100 سنت (¢) وهو مرتبط مع الدولار الأمريكي بسعر US$1=Bds$1 ثابت .
عملات معدنية متداولة : 1 سنت | 5 سنت | 10 سنت |15 سنت (نادر)| 25 سنت
أوراق نقدية متداولة : 1/2 دولار (نادر)| 1 دولار | 3 دولار (نادر) | 5 دولار | 10 دولار| 20 دولار | 50 دولار | 100 دولار.

## وصلات خارجية
- مصرف البهاماس المركزي